# Mikel Vesga
Mikel Vesga Arruti (Vitoria, Álava, 8 de abril de 1993) es un futbolista español que juega de centrocampista en el Athletic Club de la Primera División de España.

## Trayectoria

### Inicios en Vitoria y llegada al Bilbao Athletic
Mikel se formó como futbolista en las categorías inferiores del Deportivo Alavés durante seis temporadas (dos en alevines, dos en infantiles y dos en cadete). Posteriormente, ya en etapa juvenil, jugó tres campañas en el CD Aurrerá de Vitoria. Una vez finalizada dicha etapa, en 2012, ascendió al primer equipo rojillo, recién ascendido a Tercera División.
En verano de 2013 firmó por el Deportivo Alavés "B", también en Tercera División. Un año más tarde se incorporó al Bilbao Athletic de Segunda B.
En la temporada 2014-15 disputó treinta y ocho partidos en los que anotó tres goles y logró ascender a Segunda División con el filial rojiblanco. En la campaña 2015-16 disputó cuarenta y un encuentros en la categoría de plata y fue el jugador con más minutos (3589) del Bilbao Athletic. El 7 de febrero de 2016 marcó su primer gol en Segunda División en un partido frente al R. C. D. Mallorca, disputado en el Iberostar Estadio (2-3), que sirvió para que su equipo consiguiera la primera victoria a domicilio de la temporada.

### Etapa en Primera División

#### Athletic Club
El 17 de agosto de 2016 se confirmó su incorporación a la plantilla del Athletic Club dirigida por Ernesto Valverde. Su debut en Primera División se produjo, el 21 de agosto, en la derrota por 2-1 ante el Real Sporting de Gijón, en El Molinón. El 8 de diciembre jugó su primer partido en la Liga Europa de la UEFA frente al SK Rapid Viena.

#### Cesión al Sporting
El 25 de enero de 2017 se confirmó su cesión al Sporting para lo que restaba de temporada 2016-17, tras haber disputado ocho partidos con el equipo vasco: seis en la Liga, uno en la Copa del Rey y otro en la Liga Europa. El 15 de abril anotó su primer gol en Primera División en la derrota ante el Real Madrid por 2-3. En los cuatro meses que duró el préstamo disputó un total de diecisiete partidos, aunque el equipo asturiano no pudo evitar el descenso de categoría.

#### Vuelta al Athletic Club
Regresó al club bilbaíno para la temporada 2017-18, bajo las órdenes de su antiguo técnico en el filial Cuco Ziganda. El técnico navarro le dio la titularidad durante los primeros meses de competición, lo que le llevó a renovar hasta junio de 2021 a finales de octubre.Pocos días antes, el 14 de octubre, había marcado su primer tanto como rojiblanco en San Mamés, que sirvió para ganar al Sevilla FC (1-0).
A pesar de ello, desde noviembre, únicamente jugó nueve encuentros y el club decidió buscarle una nueva cesión.

#### Cesión al Leganés
El 4 de julio de 2018 se confirmó su cesión al C. D. Leganés para la campaña 2018-19. En el cuadro pepinero jugó cerca de treinta partidos y anotó un gol, en diciembre, frente al Sevilla en Butarque (1-1).

#### Tercera etapa en el Athletic Club
De cara a la temporada 2019-20 regresó al club bilbaíno dirigido por Gaizka Garitano.Hasta el mes de enero estuvo casi sin jugar, disputando únicamente cuatro partidos. A partir de enero, se fue haciendo un sitio en el equipo. El 5 de marzo de 2020 dio la asistencia de gol a Yuri Berchiche, en la vuelta de semifinales de Copa del Rey, frente al Granada (2-1) que clasificó al club vasco para la final. Ya asentado en la primera plantilla rojiblanca, el 7 de enero de 2021, renovó su contrato con el Athletic Club hasta el 30 de junio de 2024.
El 3 de febrero de 2022 asistió a Álex Berenguer en la victoria ante el Real Madrid (1-0) en los cuartos de final de Copa del Rey. El 7 de marzo abrió el camino del triunfo, con un remate de cabeza, frente al Levante UD en San Mamés (3-1). El 23 de abril, ya consolidado como titular, anotó el tercer tanto del encuentro frente al Cádiz CF (2-3) con un disparo desde fuera del área. Una semana más tarde fue el jugador más destacado en el triunfo ante el Atlético de Madrid (2-0), con 15 recuperaciones de balón y teniendo un 98% de efectivad en los pases.
El 30 de septiembre de 2022 marcó su primer penalti como profesional, en San Mamés, en la goleada ante la UD Almería (4-0).Una semana después firmó el tanto del empate, en el Sánchez-Pizjuán, frente al Sevilla (1-1) con un golpeo desde fuera del área en el minuto 73. El 26 de enero de 2023 marcó de penalti el 1-3 definitivo ante el Valencia en los cuartos de final de Copa. El 17 de marzo marcó su tercer penalti de la temporada frente al Real Valladolid (1-3). Al término de la temporada fue el centrocampista más utilizado de la plantilla.
El 27 de agosto de 2023 anotó dos tantos de penalti en la victoria frente al Real Betis (4-2).El 21 de diciembre renovó su contrato hasta junio de 2027.El 4 de enero marcó el primer gol del encuentro frente al Sevilla (0-2).A partir de entonces, fue perdiendo peso en el once debido a la irrupción de Beñat Prados.El 6 de abril participó en la final de Copa frente al RCD Mallorca, donde fue decisivo al anotar el tercer penalti de la tanda aunque se resbaló en el momento de golpear.

## Estadísticas

### Clubes
Actualizado al último partido disputado el 7 de noviembre de 2024.
| Club                            | Div.          | Temporada     | Liga  | Liga  | Copas nacionales | Copas nacionales | Copas internacionales | Copas internacionales | Total | Total |
| Club                            | Div.          | Temporada     | Part. | Goles | Part.            | Goles            | Part.                 | Goles                 | Part. | Goles |
| ------------------------------- | ------------- | ------------- | ----- | ----- | ---------------- | ---------------- | --------------------- | --------------------- | ----- | ----- |
| Deportivo Alavés "B" · España   | 3.ª           | 2013-14       | 3     | 3     | ―                | ―                | ―                     | ―                     | 3     | 3     |
| Deportivo Alavés "B" · España   | Total club    | Total club    | 3     | 3     | 0                | 0                | 0                     | 0                     | 3     | 3     |
| Bilbao Athletic · España        | 2.ª B         | 2014-15       | 38    | 3     | ―                | ―                | ―                     | ―                     | 38    | 3     |
| Bilbao Athletic · España        | 2.ª           | 2015-16       | 41    | 1     | ―                | ―                | ―                     | ―                     | 41    | 1     |
| Bilbao Athletic · España        | Total club    | Total club    | 79    | 4     | 0                | 0                | 0                     | 0                     | 79    | 4     |
| Athletic Club · España          | 1.ª           | 2016-17       | 6     | 0     | 1                | 0                | 1                     | 0                     | 8     | 0     |
| Real Sporting de Gijón · España | 1.ª           | 2016-17       | 17    | 1     | 0                | 0                | ―                     | ―                     | 17    | 1     |
| Real Sporting de Gijón · España | Total club    | Total club    | 17    | 1     | 0                | 0                | 0                     | 0                     | 17    | 1     |
| Athletic Club · España          | 1.ª           | 2017-18       | 12    | 1     | 2                | 0                | 7                     | 0                     | 21    | 1     |
| C. D. Leganés · España          | 1.ª           | 2018-19       | 26    | 1     | 2                | 0                | ―                     | ―                     | 28    | 1     |
| C. D. Leganés · España          | Total club    | Total club    | 26    | 1     | 2                | 0                | 0                     | 0                     | 28    | 1     |
| Athletic Club · España          | 1.ª           | 2019-20       | 20    | 0     | 7                | 0                | ―                     | ―                     | 27    | 0     |
| Athletic Club · España          | 1.ª           | 2020-21       | 30    | 0     | 8                | 0                | ―                     | ―                     | 38    | 0     |
| Athletic Club · España          | 1.ª           | 2021-22       | 32    | 2     | 7                | 0                | ―                     | ―                     | 39    | 2     |
| Athletic Club · España          | 1.ª           | 2022-23       | 36    | 3     | 7                | 1                | —                     | —                     | 43    | 4     |
| Athletic Club · España          | 1.ª           | 2023-24       | 27    | 3     | 5                | 0                | —                     | —                     | 32    | 3     |
| Athletic Club · España          | 1.ª           | 2024-25       | 25    | 0     | 2                | 0                | 7                     | 0                     | 34    | 0     |
| Athletic Club · España          | 1.ª           | 2025-26       | 1     | 0     | 0                | 0                | 0                     | 0                     | 1     | 0     |
| Athletic Club · España          | Total club    | Total club    | 189   | 9     | 39               | 1                | 15                    | 0                     | 243   | 10    |
| Total carrera                   | Total carrera | Total carrera | 314   | 18    | 41               | 1                | 15                    | 0                     | 370   | 19    |

## Palmarés

### Títulos nacionales
| Título              | Club          | País   | Año  |
| ------------------- | ------------- | ------ | ---- |
| Supercopa de España | Athletic Club | España | 2021 |
| Copa del Rey        | Athletic Club | España | 2024 |

## Vida personal
Su padre, Kepa, fue futbolista amateur y compañero de equipo de Ernesto Valverde.